# بهشت و جهنم: تاریخچه زندگی پس از مرگ
بهشت و جهنم: تاریخچه زندگی پس از مرگ (انگلیسی: Heaven and Hell: A History of the Afterlife) کتابی است از پژوهشگر آمریکایی عهد جدید برت ایرمان. این کتاب که در سال ۲۰۲۰ توسط سیمون و شوستر منتشر شد، به بررسی تحول‌های تاریخی مفاهیم زندگی پس از مرگ در سراسر فرهنگ‌های یونانی، یهودی و مسیحی اولیه می‌پردازد و چگونه آنها در نهایت به مفاهیم بهشت و دوزخ همگرایی می‌کنند که مسیحیان مدرن به آن اعتقاد دارند.

## بررسی اجمالی
بهشت و جهنم: تاریخچه زندگی پس از مرگ توسعه مفاهیم زندگی پس از مرگ، از ایده‌ها در فرهنگ‌های یونانی، یهودی و مسیحی اولیه تا تصورات امروزی از بهشت و جهنم به رسمیت شناخته شده توسط مسیحیان معاصر را بررسی می‌کند. این کتاب به بررسی تأثیر افلاطون فیلسوف یونان باستان، شاعر یونانی هومر، شاعر رومی ویرژیل، طنزپرداز سوری، لوسیان شمش شادی، مسیحیان اولیه و دیگران در مورد تکامل مفاهیم و تصاویر مرتبط با بهشت و جهنم در مسیحیت مدرن می‌پردازد.